# 알리프알리프 환초

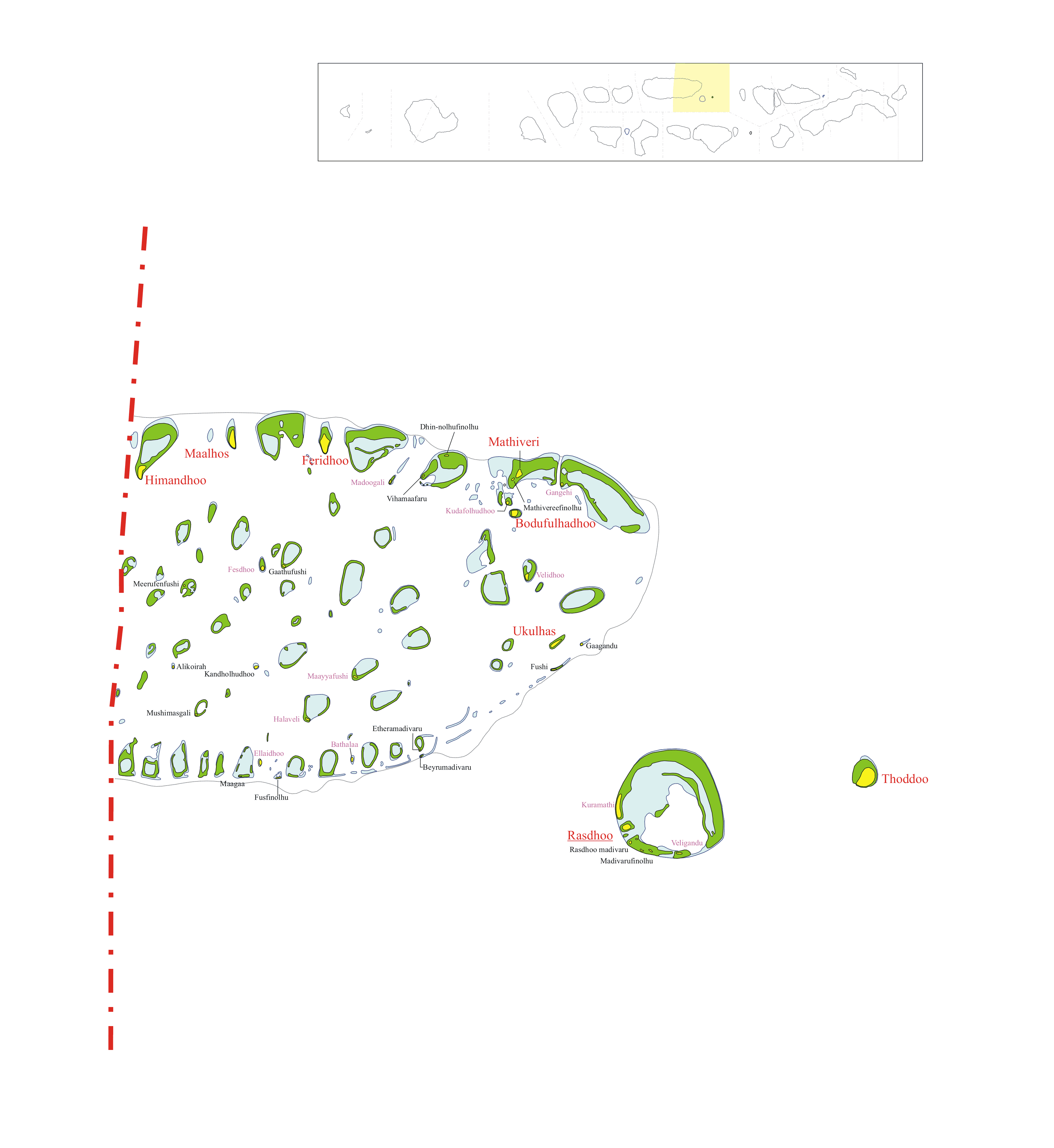
알리프알리프 환초

알리프알리프 환초(디베히어: އަރިއަތޮޅު އުތުރުބުރި, Alif Alif) 또는 아리우투루부리 환초(Ari Atholhu Uthuruburi, 북아리 환초)는 몰디브 서부에 위치한 환초로 행정 중심지는 라스두이며 인구는 5,556명(2006년 기준)이다. 33개 섬으로 구성되어 있다.